# Arnold Keppel, VIII conte di Albemarle
Arnold Allan Cecil Keppel, VIII conte di Albemarle (Londra, 1º giugno 1858 – Quidenham, 12 aprile 1942), è stato un politico e ufficiale inglese.

## Biografia
Era il figlio di William Keppel, VII conte di Albemarle, e di sua moglie, Sophia Mary McNab, figlia di Sir Allan Napier McNab, un politico canadese, ed è stato istruito a Eton College.

## Carriera
Ha servito nelle Scots Guards, raggiungendo il grado di tenente. Fu deputato per il collegio di Birkenhead (1892-1894). Nel 1894 successe al padre alla contea e ha preso il suo posto nella Camera dei lord. Albemarle comandò il Prince of Wales's Own Civil Service Rifles con il grado di colonnello (1892-1901).
Dopo lo scoppio della seconda guerra boera nel mese di ottobre 1899, si formò un corpo di volontari alla fine dicembre 1899. Partì per il Sudafrica nel gennaio del 1900, tornò nel mese di ottobre dello stesso anno e il corpo venne sciolto nel dicembre 1900. Lord Albemarle è stato nominato responsabile della divisione di fanteria il 3 gennaio 1900, con il grado provvisorio di tenente colonnello dell'esercito, e servì come tale fino a quando il corpo è stato sciolto. Albemarle fu in seguito nominato colonnello onorario del 5th Battalion of the Norfolk Regiment e un generale di brigata nel Norfolk Volunteer Infantry Brigade (1901-1906).
È stato un aiutante di campo sia per Edoardo VII e Giorgio V. Fu Lord in Waiting durante i governi di Andrew Bonar Law e di Stanley Baldwin (1922-1924).

## Matrimonio
Sposò, il 4 gennaio 1881, Lady Gertrude Lucia Egerton (9 gennaio 1861-7 giugno 1943), figlia di Wilbraham Egerton, I Egerton. Ebbero cinque figli:
- Walter Keppel, IX conte di Albemarle (28 febbraio 1882-14 luglio 1979);
- Arnold Joost William (4 agosto 1884-1º ottobre 1964), sposò in prime nozze Doris Lilian Carter, in seconde nozze Annie Blanche Margaret Purnell e in terze nozze Mildred Rodber;
- Rupert Oswald Derek (27 luglio 1886-7 maggio 1964), sposò Violet Mary de Trafford, non ebbero figli;
- Elizabeth Mary Gertrude (4 febbraio 1890-1986), sposò Torquhil Matheson, ebbero due figli;
- Albert Edward George Arnold (12 gennaio 1898-31 luglio 1917).

## Morte
Morì nel Quidenham, nel Norfolk, il 12 aprile 1942, all'età di 83 anni.

## Ascendenza
|                                        |             |                             | Genitori                                |  |  | Nonni |  |  | Bisnonni                              |  |  | Trisnonni                             |  |
|                                        |             |                             |                                         |  |  |       |  |  | William Keppel, IV conte di Albemarle |  |  | George Keppel, III conte di Albemarle |  |
|                                        |             |                             |                                         |  |  |       |  |  | William Keppel, IV conte di Albemarle |  |  | George Keppel, III conte di Albemarle |  |
|                                        |             | Anne Miller                 |                                         |  |  |       |  |  | William Keppel, IV conte di Albemarle |  |  |                                       |  |
| George Keppel, VI conte di Albemarle   |             |                             |                                         |  |  |       |  |  | William Keppel, IV conte di Albemarle |  |  |                                       |  |
|                                        |             | Elizabeth Southwell         | Edward Southwell, XX barone di Clifford |  |  |       |  |  |                                       |  |  |                                       |  |
|                                        |             | Elizabeth Southwell         | Edward Southwell, XX barone di Clifford |  |  |       |  |  |                                       |  |  |                                       |  |
|                                        |             | Elizabeth Southwell         | Sophia Campbell                         |  |  |       |  |  |                                       |  |  |                                       |  |
| William Keppel, VII conte di Albemarle |             | Elizabeth Southwell         |                                         |  |  |       |  |  |                                       |  |  |                                       |  |
|                                        |             | Coutts Trotter, I baronetto | Archibald Trotter                       |  |  |       |  |  |                                       |  |  |                                       |  |
|                                        |             | Coutts Trotter, I baronetto | Archibald Trotter                       |  |  |       |  |  |                                       |  |  |                                       |  |
|                                        |             | Coutts Trotter, I baronetto | Jean Mowbray                            |  |  |       |  |  |                                       |  |  |                                       |  |
| Susan Trotter                          |             | Coutts Trotter, I baronetto |                                         |  |  |       |  |  |                                       |  |  |                                       |  |
|                                        |             | Margaret Gordon             | Alexander Gordon, lord Rockville        |  |  |       |  |  |                                       |  |  |                                       |  |
|                                        |             | Margaret Gordon             | Alexander Gordon, lord Rockville        |  |  |       |  |  |                                       |  |  |                                       |  |
|                                        |             | Margaret Gordon             | Anne Duff                               |  |  |       |  |  |                                       |  |  |                                       |  |
| Arnold Keppel, VIII conte di Albemarle |             | Margaret Gordon             |                                         |  |  |       |  |  |                                       |  |  |                                       |  |
|                                        | Allan McNab | Robert McNab                |                                         |  |  |       |  |  |                                       |  |  |                                       |  |
|                                        | Allan McNab | Robert McNab                |                                         |  |  |       |  |  |                                       |  |  |                                       |  |
|                                        | Allan McNab | Mary Stewart                |                                         |  |  |       |  |  |                                       |  |  |                                       |  |
| Allan Napier McNab                     | Allan McNab |                             |                                         |  |  |       |  |  |                                       |  |  |                                       |  |
|                                        |             | Anne Nancy Napier           | William Napier                          |  |  |       |  |  |                                       |  |  |                                       |  |
|                                        |             | Anne Nancy Napier           | William Napier                          |  |  |       |  |  |                                       |  |  |                                       |  |
|                                        |             | Anne Nancy Napier           | …                                       |  |  |       |  |  |                                       |  |  |                                       |  |
| Sophia Mary McNab                      |             | Anne Nancy Napier           |                                         |  |  |       |  |  |                                       |  |  |                                       |  |
|                                        |             | John Stuart                 | John Stuart                             |  |  |       |  |  |                                       |  |  |                                       |  |
|                                        |             | John Stuart                 | John Stuart                             |  |  |       |  |  |                                       |  |  |                                       |  |
|                                        |             | John Stuart                 | Jane Okill                              |  |  |       |  |  |                                       |  |  |                                       |  |
| Mary Stuart                            |             | John Stuart                 |                                         |  |  |       |  |  |                                       |  |  |                                       |  |
|                                        |             | Sophia Jones                | Ephraim Jones                           |  |  |       |  |  |                                       |  |  |                                       |  |
|                                        |             | Sophia Jones                | Ephraim Jones                           |  |  |       |  |  |                                       |  |  |                                       |  |
|                                        |             | Sophia Jones                | Marie-Charlotte Coursol                 |  |  |       |  |  |                                       |  |  |                                       |  |
|                                        |             | Sophia Jones                |                                         |  |  |       |  |  |                                       |  |  |                                       |  |